# Lexus
Lexus (レクサス Rekusasu?) es una marca de automóviles de lujo y alto rendimiento, creada como división del fabricante japonés Toyota en 1989. A lo largo de su historia, se ha convertido en la marca de automóviles de lujo más vendida en Japón y figura entre las diez marcas niponas con mayor valor de mercado. Desde mediados de los años 2000, se ha caracterizado por emplear tecnología híbrida autorrecargable en sus modelos. El 19 de febrero de 2019 anunció la venta de su automóvil número 10 millones (875 000 en Europa), de los cuales 1,450,000 equipan tecnología híbrida.
Comercializada en más de 70 países y territorios en todo el mundo, la sede central de Lexus está en Nagoya. Tiene centros operativos en Bruselas y Plano (Texas). Los vehículos se producen en gran medida en Japón, especialmente en las plantas de Toyota Tahara, en la Prefectura de Aichi, región de Chūbu y Miyata, en la Prefectura de Fukuoka, isla de Kyūshū. Tras una reorganización corporativa, entre 2001 y 2005, Lexus comenzó a operar sus propios centros de diseño, ingeniería y fabricación de forma independiente respecto a Toyota. El ensamblaje del primer automóvil construido fuera de Japón, un RX 330 producido en la Provincia de Ontario, tuvo lugar en 2003.
Reiteradamente figura entre las marcas más fiables del mercado según estudios de entidades como OCU o en 2019, por octavo año consecutivo, en el estadounidense informe J.D. Power.

## Historia

### Origen

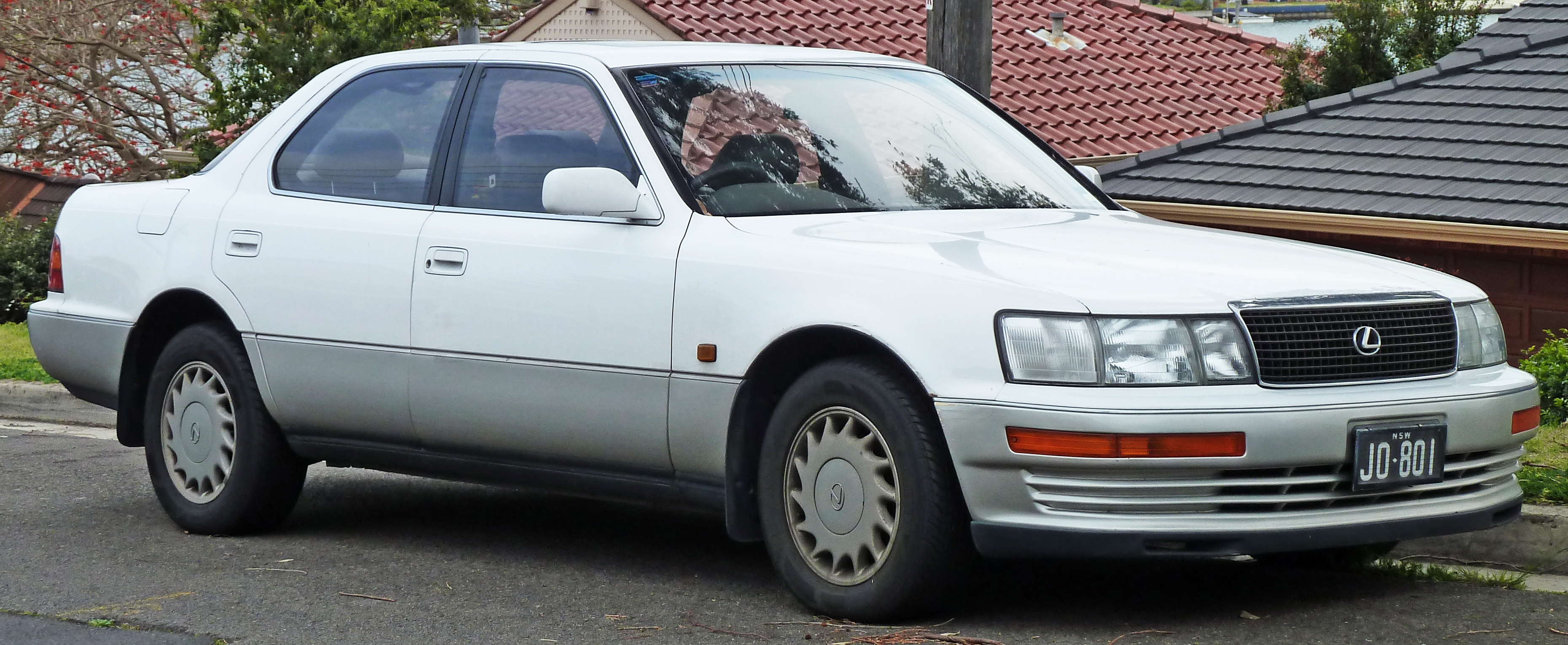
LS 400 sedán de 1990-1992

Durante sus primeros inicios Lexus, proyecto creado por Eiji Toyoda, sobrino del fundador de Toyota, vendía modelos de alta gama que se comercializaban como modelos bajo marca Toyota en el mercado japonés. Posteriormente, la marca empezó a desarrollar modelos propios, siguiendo una política similar a la que aplicaron Honda al crear Acura y Nissan cuando fundó Infiniti, con el objetivo de competir inicialmente en Estados Unidos contra Cadillac; y luego a nivel mundial también contra Mercedes-Benz, Audi, BMW, Jaguar Cars, entre otras. En 2005 se establece Lexus como marca de alta gama en el mercado japonés renombrando sus modelos de la siguiente manera: los Toyota Celsior, Altezza y Aristo recibieron las designaciones LS, IS y GS, respectivamente.
El emblema de la marca, una "L" estilizada dentro de un óvalo, fue desarrollado por Molly Designs y Hunter Communications. Según Toyota fue renderizado usando una fórmula matemática muy precisa y el primer esbozo se presentó en los salones del automóvil de Chicago, Los Ángeles y Nueva York de 1988.
El primer modelo propio de Lexus fue el LS 400 de 1989, con un diseño que compartía pocas cosas con los modelos de Toyota de la época. Se comenzó a vender en Estados Unidos y posteriormente, con escasa acogida, en Japón con el nombre de Toyota Celsior. Este automóvil del segmento F, nació de un proyecto que comenzó en 1983 para crear un sedán insignia que pudiera desafiar a los mejores coches del mundo. El Lexus LS 400 (XF10) no se basaba en ningún modelo existente ni compartía plataforma. En su desarrollo intervinieron 60 diseñadores, 1,400 ingenieros y casi 3,000 técnicos. La primera generación equipaba un motor V8 4.0 32v (1UZ-FE) con 250 CV (247 HP; 184 kW), que generaba 58 dB de ruido a 100 km/h (62 mph). En su desarrollo Toyota invirtió más de US$1 000 000 000 de que generaron ventas de aproximadamente 165,000 unidades con un precio base unitario de US$35 000.

### Expansión internacional (1991-2000)

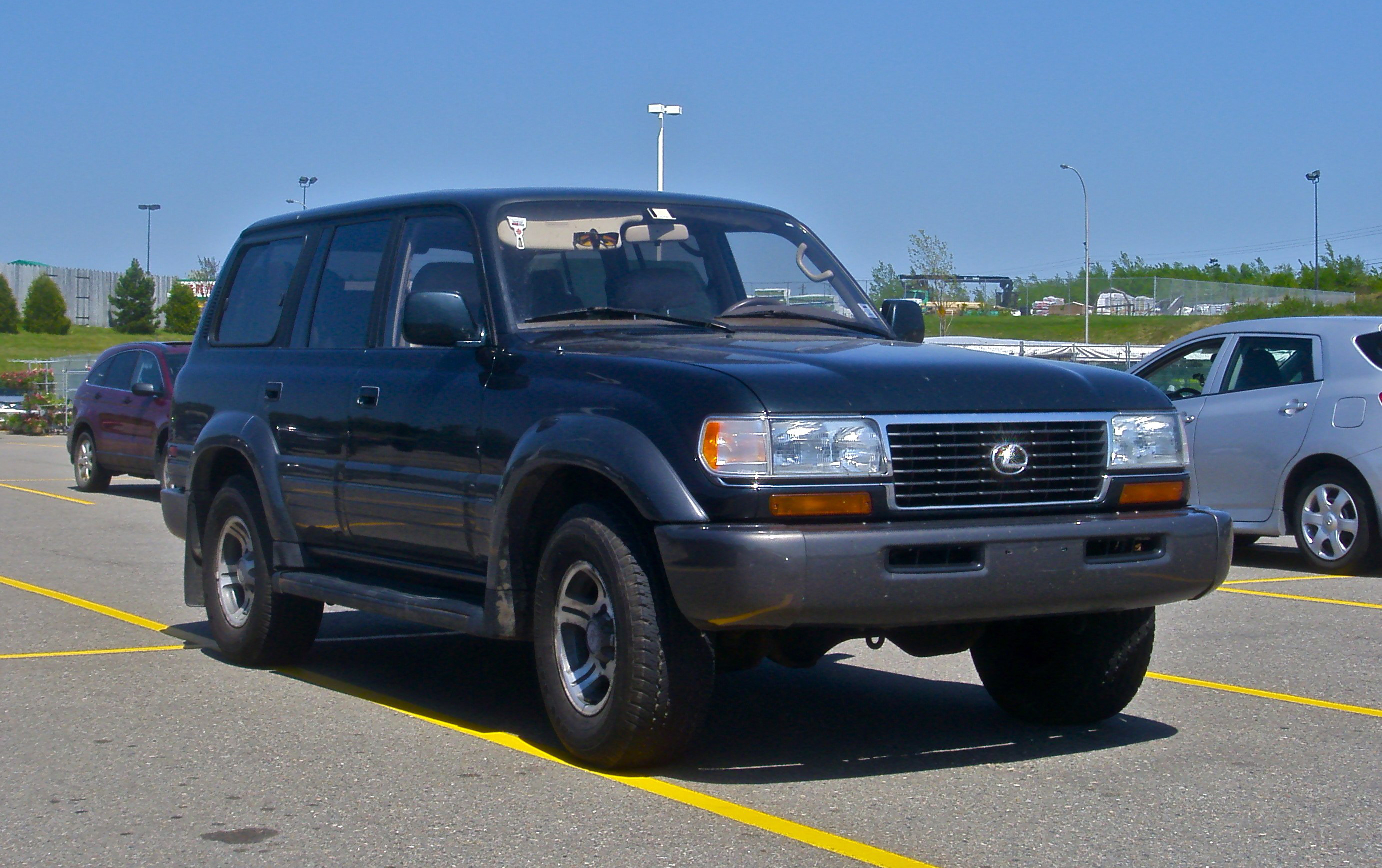
LX 450 de 1997 en Canadá

A partir de 1991 Lexus comienza su expansión internacional fuera de Estados Unidos y Japón, inicialmente con una exportación limitada a países como Suiza, Reino Unido, Canadá y Australia. Posteriormente el resto del continente europeo, incluida España, comenzaría a recibir automóviles de la marca japonesa. La gama de modelos incluía, además del LS 400, el SC, un cupé con techo rígido electrohidráulico.
También se incorporó al catálogo de la marca el ES, un sedán del segmento D, que ha tenido un amplio recorrido en la historia de la marca.
En 1996 aparece el primer todoterreno para siete ocupantes de la marca llamado LX 450. Adaptación del Toyota Land Cruiser HDJ, con mecánica 4.5 de seis cilindros en línea y 212 CV, en el equipamiento se incluía un habitáculo casi completamente forrado de cuero, tracción total con bloqueos electrónicos de los diferenciales o techo solar eléctrico.
Durante 1998 comenzó a venderse la segunda generación del GS con un diseño completamente nuevo, mayor longitud, instrumentación optitron, luces de xenón y motores de seis cilindros.
También se presentó el concepto SLV, el SUV RX de cinco plazas que incluía un V6 de 3.0 L, transmisión automática de cuatro velocidades, asientos traseros con respaldo reclinable y deslizable, habitáculo de cuero o un sistema de sonido de 240W. Se trata de uno de los modelos más comercializados por el fabricante, fue el primero de los modelos en equipar mecánica híbrida, y hasta 2019 ha tenido cuatro generaciones de fabricación.
La década se cierra con la presentación en 1999 del IS una berlina de tamaño medio y cuatro puertas que compite en el segmento del Audi A4, BMW Serie 3, Infiniti Q50, Jaguar XE, Mercedes-Benz Clase C y Volvo S60. Con el tiempo se ha convertido en uno de los modelos más comercializados de la marca.

### Actualidad (2011-presente)

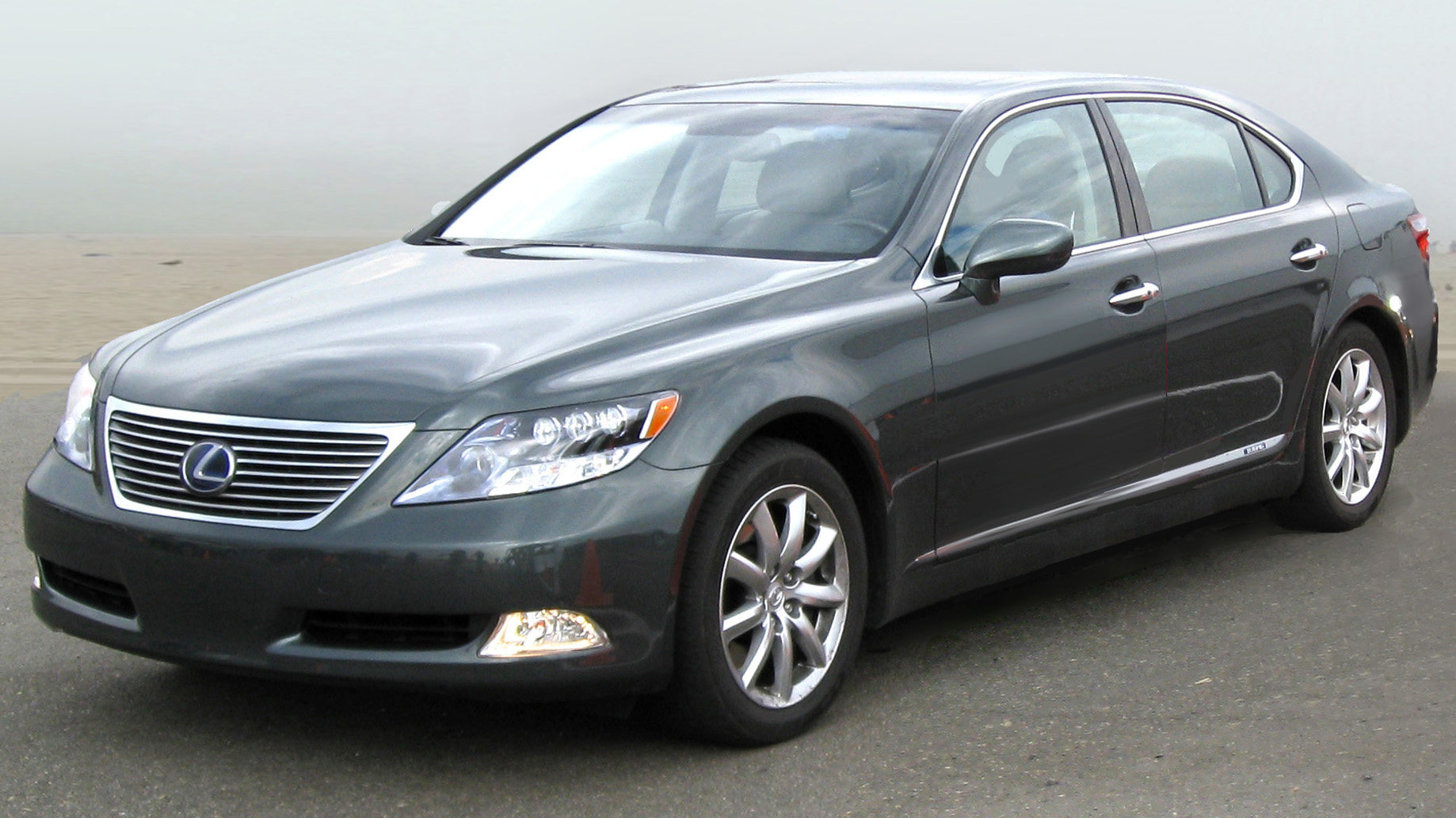
LS 600h L en verde gris Mica

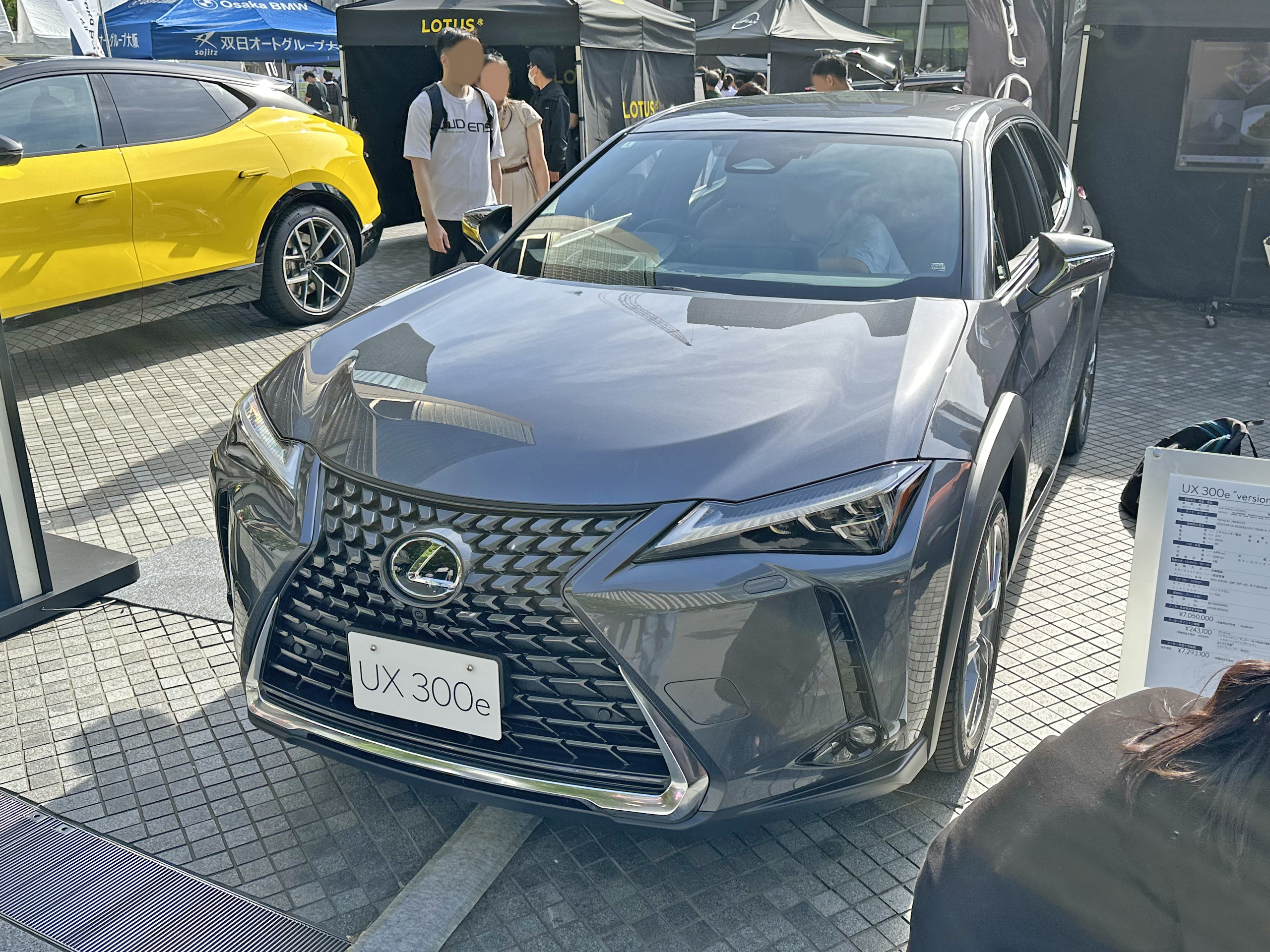
UX 300e versión L

Lexus destaca por ser una marca consistentemente fiable en los análisis de entidades externas, por su producción de cariz artesanal y por comercializar masivamente sus modelos con tecnología híbrida. Lexus Hybrid Drive, denominación de su tecnología híbrida autorrecargable, está en su cuarta generación desde su introducción por primera vez con el RX 400h en 2005. Hasta 2019 se han computado 1 400 000 coches equipados con esta tecnología.
En 2011, la Casa del Principado de Mónaco eligió a la marca Lexus para el desarrollo del coche oficial que llevaría a Alberto II de Mónaco y Charlène, Princesa de Mónaco el día de su boda el 2 de julio de 2011. Este vehículo fue desarrollado sobre la base de un LS 600h L de 2011 cortando el techo de la parte posterior del habitáculo, que fue sustituido por un techo transparente realizado en una única pieza de policarbonato. Esta versión especial fue bautizada con el nombre de Lexus LS 600h L Landaulet.
En el primer semestre de 2018, Lexus y Toyota lideran el mercado de coches híbridos en España, con 3,861 unidades matriculadas por la firma de lujo y 26,911 por la firma matriz, teniendo cumplido así el objetivo marcado para 2020, el logro del 60% de ventas, con la táctica de establecer los vehículos eléctricos híbridos como centro de gama.
A finales de 2018 la firma anunció su previsión para el año 2020 de incorporar mecánicas basadas en la pila de hidrógeno con la intención de potenciar la imagen de la firma. De este modo planeaban compartir componentes básicos entre los modelos de Toyota y Lexus para optimizar fabricación y costes e incorporar en el LS, el primer modelo fabricado por Lexus, tecnología de cero emisiones.
En octubre de 2019, se anunció el lanzamiento de su primer vehículo completamente eléctrico: el UX 300e. Dispone de una batería de 54,3 kWh (195 MJ) con una garantía de diez años o 1 000 000 km (621 400 millas), que le proporciona una autonomía de 400 km (249 millas) según el estándar NEDC. Las ventas comenzaron en Noruega en septiembre de 2020.
Desde noviembre de 2021 inició operaciones en México en cinco concesionarios de Toyota, llegando a ser el sexto país de América Latina después Costa Rica y otros países latinoamericanos más. Introduciría siete de sus modelos en el mercado mexicano desde diciembre de 2021.
Su actual presidente es Koji Sato, mientras que el vicepresidente de la región Asia-Pacífico es David Nordstrom, Spiros Fotinos de Europa y Andrew Gilleland de Estados Unidos.

## Modelos producidos

### Turismos
- ES - turismo del segmento D (desde 1990)
- LS - turismo de lujo (desde 1990)
- GS - turismo del segmento E (1994-2020)
- IS - turismo del segmento D (desde 1998)
- CT - turismo del segmento C (2010-2022)

|        |
| ES 350 |

|        |
| LS 430 |

|        |
| GS 400 |

|                              |
| Sedán deportivo de lujo IS F |

|                   |
| CT 200h (híbrido) |

### SUVs
- LX - vehículo deportivo utilitario del segmento F (desde 1996)
- RX - vehículo deportivo utilitario del segmento E (desde 1998)
- GX - vehículo todoterreno del segmento F (desde 2003)
- NX - vehículo deportivo utilitario del segmento C (desde 2015)
- UX - vehículo deportivo utilitario del segmento C (desde 2019)
- LBX - crossover del segmento B (desde 2024)

|        |
| LX 470 |

|        |
| RX 350 |

|        |
| GX 470 |

|    |
| NX |

|     |
| LBX |

### Deportivos
- SC - cupé deportivo (1991-2010)
- LFA - cupé deportivo (2009-2012)
- RC - cupé deportivo (desde 2014)
- LC - cupé deportivo (desde 2017)

|        |
| SC 430 |

|     |
| LFA |

|    |
| RC |

|    |
| LC |